# 키질로르다주

키질로르다 주의 위치

키질로르다주(카자흐어: Қызылорда облысы, 러시아어: Кызылординская область)는 카자흐스탄의 주이다. 주도는 키질로르다이다.

주 문장

## 지리
코스타나이주는 악퇴베주, 카라간다주, 투르키스탄주, 우즈베키스탄에 접해 있다. 시르다리야강이 톈산산맥에서 발원을 해서 아랄해로 흘러들어간다. 면적은 22만6,000km2이다.

## 주민
인구는 59만명이다. 카자흐족·카라칼팍인 80%, 러시아인 13.3%가 거주한다.